# San Lazzaro Alberoni
San Lazzaro Alberoni è un quartiere della città italiana di Piacenza.

## Geografia fisica
Il quartiere di San Lazzaro Alberoni è posto alla periferia orientale della città di Piacenza, fuori barriera Roma, lungo la via Emilia Parmense.

## Origini del nome
San Lazzaro deve il suo nome a un ospedale per la cura dei lebbrosi che era dedicato, per l'appunto a san Lazzaro. Alberoni, deriva, invece dal cardinale Giulio Alberoni che, nominato direttore dell'ospedale, lo trasformò in seguito nel collegio Alberoni.

## Storia
Originariamente feudo della famiglia Radini-Tedeschi, in epoca medievale la zona è sede di un ospedale per la cura dei lebbrosi dedicato a san Lazzaro. Nel Settecento, il cardinale Giulio Alberoni, ricevuta da papa Clemente XII la nomina a amministratore dell'ospedale, stante la perdita d'importanza della sua funzione originaria a causa del minor numero di pellegrini, avvia la trasformazione dell'ospedale in collegio ecclesiastico per l'educazione della diocesi di Piacenza.
Ottenuta l'autorizzazione papale nel 1732 e demolito il preesistente edificio, i lavori per la costruzione del nuovo edificio iniziano nel 1733 su progetto dello stesso Alberoni, per concludersi, nonostante alcuni stop dovuti prima agli impegni del cardinale e, in seguito, alla guerra di successione austriaca durante la quale l'edificio viene pesantemente danneggiato, nel 1751. Alla morte del cardinale Alberoni, avvenuta nel 1752, egli lascia al collegio la sua eredità; in seguito a ciò, il collegio viene intitolato al cardinale.
A partire dal 1806, con l'istituzione della Mairie francese e dopo che, con un decreto napoleonico, nel 1812 la città di Piacenza era stata limitata alla circonvallazione attorno alle mura, San Lazzaro Alberoni è comune autonomo.
Nel 1821 la parte nord del comune di Podenzano, comprendente la frazioni di San Polo e Turro ed una fetta del capoluogo situata a settentrione della strada di San Rocco viene aggregata al comune di San Lazzaro Alberoni. Il 13 giugno 1857 i territori trasferiti sotto la giurisdizione di San Lazzaro tornano nuovamente a far parte del comune di Podenzano.
A seguito dell'unità d'Italia, nel 1862, il comune cambia il proprio nome da San Lazzaro a San Lazzaro Alberoni.
Viene annesso nel 1923 al comune di Piacenza; il provvedimento di accorpamento fu motivato dalla presenza di una rendita parassitaria a causa del beneficiare da parte degli abitanti dei comuni limitrofi a quello di Piacenza, incluso San Lazzaro, dei servizi offerti dalla città.

## Monumenti e luoghi d'interesse
- Collegio Alberoni: costruito tra il 1733 e il 1752 ad opera del cardinale Giulio Alberoni nel luogo dove sorgeva un preesistente ospedale per i lebbrosi, era dedicato alla formazione dei giovani chierici piacentini. L'edificio si sviluppa su tre piani e presenta una struttura a forma di quadrilatero con un cortile interno. La facciata che dà sulla via Emilia non presenta decorazioni di sorta, ad eccezione delle incorniciature delle finestre in stile rococò. L'edificio presenta una linea unica con due corpi che sporgono posti ai lati. Il lato meridionale, inizialmente a due piani come previsto dal progetto alberoniano, è stato alzato a tre piani tra il 1758 e il 1760[7].
- Chiesa di San Lazzaro e San Vincenzo De Paoli: ricostruita a servizio dell'ospedale nel 1720, la chiesa venne, poi, ampliata per opera di Giulio Alberoni con la costruzione della sacrestia, del coro e delle cappelle laterali e consacrata nel 1744. Nel 1751 vennero realizzati, dagli stuccatori piacentini Francesco e Giuseppe Ferroni e Giovan Battista Cremona gli altari in stucco. All'interno è presente un dipinto di Camillo Procaccini raffigurante il Cristo crocifisso e i Santi Domenico, Agostino e Francesco originariamente situato nella chiesa di sant'Agostino di Piacenza e, al di sopra dell'altare maggiore, la pala Una predica di S. Vincenzo de’ Paoli ad opera del parmigiano Giuseppe Peroni. I dipinti sul presbiterio e sulla volta, invece, sono più recenti, essendo stati realizzati dal piacentino Luciano Ricchetti nel 1932[8].

## Cultura

### Istruzione

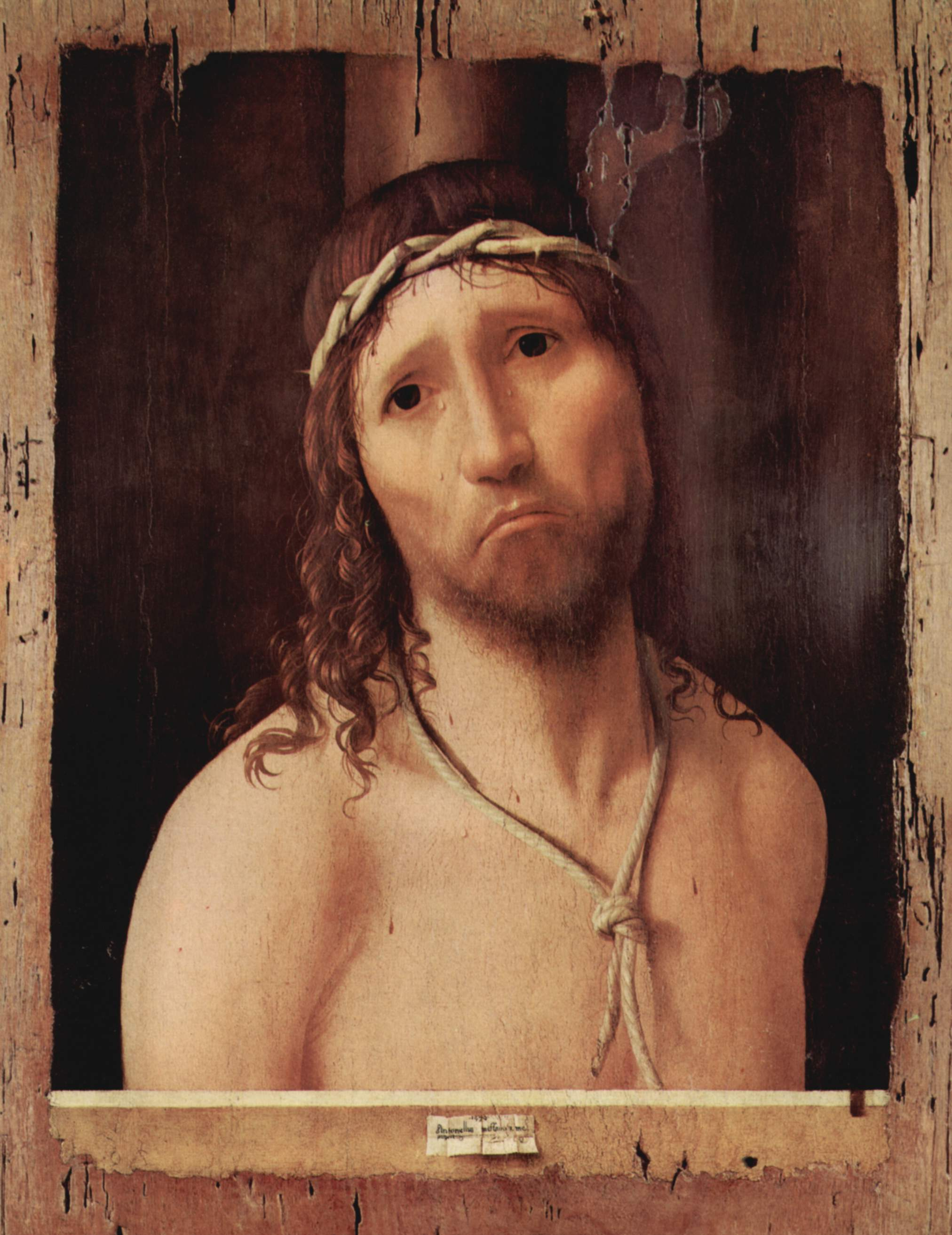
L'Ecce Homo di Antonello da Messina

#### Università
A San Lazzaro si trova la sede piacentina dell'università Cattolica del Sacro Cuore, inaugurata nel 1953 e ospitante le facoltà di agraria, economia e giurisprudenza e scienze della formazione.
Inoltre, nel Collegio Alberoni è attivo uno studio di teologia, affiliato alla facoltà di teologia della pontificia università "San Tommaso d'Aquino" di Roma.

#### Musei
Il Collegio Alberoni ospita al suo interno un museo di storia naturale, nato dal materiale donato dal botanico e naturalista padre Zaccaria da Piacenza e la pinacoteca costituita per buona parte da opere raccolte dal cardinale durante la sua vita; all'interno della galleria è conservato l'Ecce Homo di Antonello da Messina.

## Geografia antropica
Appartenevano al comune di San Lazzaro Alberoni, oltre al capoluogo, le frazioni di Borghetto, I Vaccari, Mucinasso, Le Mose, frazione condivisa con il comune di Mortizza e San Bonico, frazione condivisa con il comune di Sant'Antonio a Trebbia. Tra il 1821 e il 1857 appartennero al comune anche parte di Podenzano e le frazioni di Turro e San Polo.

## Infrastrutture e trasporti
Il quartiere è attraversato da ovest a est dalla strada statale 9 via Emilia.

### Ferrovie
A San Lazzaro transitano le linee ferroviarie Milano-Bologna e Piacenza-Cremona, su quest'ultima, tra il 1940 e il 1985 era attiva la stazione di Borghetto San Lazzaro.